# Баварський ліс
49°00′00″ пн. ш. 12°40′00″ сх. д. / 49° пн. ш. 12.666666666667° сх. д.
Бава́рський ліс (нім. Bay(e)rischer Wald; Bayerischer Waldⓘ) — гірський хребет на південному сході Німеччини (Баварія). Складається з гранітів і гнейсів.
Вершини висотою близько 1000 м (гора Ейнед-Рігель, 1126 м), вододіли згладжені. Південно-західні схили круто обриваються до Дунаю. На схилах — ялиново-букові, вище — ялиново-смерекові ліси. В долинах — луки й пасовиська.

## Природоохорона
Частина Баварського лісу належить до Національного парку Баварський ліс (нім. Nationalpark Bayerischer Wald) (242.22 км²), створеному 7 жовтня 1970 року як перший національний парк в Німеччині. Ще 3008 км² належать до Баварського лісового природного парку (нім. Naturpark Bayerischer Wald), створеному в 1967 році, і 1738 км² входять до Східно-Баварського лісового природного парку (нім. Naturpark Oberer Bayerischer Wald), створеному в 1965 році. Це найбільша охоронна площа лісів у Центральній Європі.